# 멕시코-푸에르토리코 권투 경쟁
푸에르토리코와 멕시코 권투 선수들 사이의 경쟁은 권투 역사상 가장 치열한 경쟁 중 하나로 여겨진다. 1934년부터 시작된 이 라이벌 관계는 여러 세대의 팬의 관심을 끌었다. 오랜 세월에 걸쳐 두 나라는 줄리오 세사르 차베스, 페닉스 트리니다드, 옥스 데 라 호야, 미구엘 코토, 엑토르 카마초를 비롯하여 기억에 남는 복싱 경기에서 실력을 보여준 수많은 유명 선수를 키워냈다. Sixto Escobar가 멕시코 챔피언 Rodolfo "Baby" Casanova를 녹아웃시켜 최초의 푸에르토리코 챔피언이 되었을 때부터 시작되었다고 전해진다.
일부 사람들은 이 라이벌 관계가 권투 역사상 가장 치열하다고 생각한다. 세계 타이틀 경기 에서 푸에르토리코 권투 선수들은 멕시코 라이벌들에 비해 통계적으로 약간의 이점을 가지고 있다. 푸에르토리코는 84승을 거두었고 멕시코는 73승을 거두었다. 이처럼 치열한 경쟁의 기록은 라이벌 관계가 얼마나 깊은지를 강조하며, 두 나라의 팬과 선수 모두에게 자부심과 열정을 상징한다.